# Danilo Dias
Danilo Leandro Dias (Ceres, 6 novembre 1985) è un ex calciatore brasiliano, di ruolo attaccante o centrocampista.

## Caratteristiche tecniche
Ala destra, può giocare sia come prima punta sia come trequartista.

## Palmarès

### Club

#### Competizioni statali
- Taça Minas Gerais: 1

Uberaba: 2009

#### Competizioni nazionali
- Campionato azero: 1

Qarabağ: 2014-2015
- Coppa dell'Azerbaigian: 1

Qarabağ: 2014-2015